# جولیان هودج
جولیان هودج (انگلیسی: Julian Hodge; ۱۵ اکتبر ۱۹۰۴ – ۱۷ ژوئیهٔ ۲۰۰۴) بانکدار و کارآفرین اهل بریتانیا بود، که در سال ۱۹۸۷ هودج بنک را تأسیس کرد.